# Themeda novoguineensis
Themeda novoguineensis är en gräsart som först beskrevs av John Raymond Reeder, och fick sitt nu gällande namn av Pieter Jansen. Themeda novoguineensis ingår i släktet Themeda och familjen gräs. Inga underarter finns listade i Catalogue of Life.